# Sabine M. Gruber
Sabine M. Gruber (* 9. Februar 1960 in Linz) ist eine österreichische Schriftstellerin und Musikpublizistin.

## Leben
Sabine M. Gruber studierte an der Universität Wien Französisch und Russisch. Außerdem studierte sie an der Wiener Hochschule für Musik Cembalo und absolvierte eine Gesangsausbildung. Von 1980 bis Juli 2012 war sie Mitglied des Arnold Schoenberg Chors. Gruber arbeitete zunächst als literarische Übersetzerin und von 1988 bis 1993 als Werbetexterin. Heute lebt sie als freie Schriftstellerin und Musikpublizistin in Klosterneuburg bei Wien.
Sabine M. Grubers Roman-Debüt Der Schmetterlingsfänger erschien 1999. Der Roman schildert die Problematik der besitzergreifenden Liebe eines jungen Mannes (Pianist und Liedbegleiter) zu seiner minderjährigen Klavierschülerin; als musikalische Rahmenhandlung verwendet die Autorin Die schöne Müllerin von Franz Schubert in Form eines Liederabends in der New Yorker Carnegie Hall.
2002 veröffentlichte Sabine M. Gruber das Musik-Sachbuch Unmöglichkeiten sind die schönsten Möglichkeiten. Die Sprachbilderwelt des Nikolaus Harnoncourt. Proben-Zitate sind auch in Grubers 2009 erschienenem Musiksachbuch Mit einem Fuß in der Frühlingswiese über Joseph Haydns Oratorium Die Jahreszeiten enthalten. 2003 folgte Michaels Verführung, ein Roman, der die inneren Mechanismen der Werbewelt bloßlegt. Nicht die Konsumenten sind hier die Verführten, sondern die Werber selbst.
Nach dem Konzept-Erzählband Kurzparkzone (2010) erschien 2012 der Roman Beziehungsreise. Es handelt sich um einen Rückwärts- und Spiegelroman. Gruber erzählt eine gescheiterte Beziehung ausschließlich in Reisen und achronologisch, vom gewaltsamen Ende bis zum Anfang. Die Kapitel können jedoch, bei ähnlichem Spannungsaufbau, auch in umgekehrter Reihenfolge gelesen werden.
Des Weiteren verfasst die Autorin Musik-Essays für Zeitschriften, Konzert- und Opernprogrammhefte und CD-Booklets.

## Werke
- Der Schmetterlingsfänger. Roman. Oerindur Verlag, 1999, ISBN 3-9500580-3-6.
- Unmöglichkeiten sind die schönsten Möglichkeiten. Die Sprachbilderwelt des Nikolaus Harnoncourt, Musik-Sachbuch. 2002, ISBN 3-7017-1345-6.
- Michaels Verführung, Roman. 2003, ISBN 3-901117-63-6.
- Mit einem Fuß in der Frühlingswiese. Ein Spaziergang durch Haydns „Jahreszeiten“. Musik-Sachbuch. 2009, ISBN 3-7017-1517-3.
- Kurzparkzone, Erzählungen. 2010, ISBN 978-3-85452-666-7
- Beziehungsreise, Roman. 2012, ISBN 978-3-85452-685-8
- Chorprobe, Roman. 2014, ISBN 978-3-7117-2013-9
- 111 Orte der Musik in Wien, die man erlebt haben muss. Emons 2018, ISBN 978-3-7408-0348-3
- 111 Orte im Wienerwald, die man gesehen haben muss. Emons 2020, ISBN 978-3-7408-0844-0
- 111 Orte in den Wiener Alpen, die man gesehen haben muss. Emons 2022, ISBN 978-3-7408-1213-3
- 111 Sisi-Orte in Europa, die man gesehen haben muss. Emons 2023, ISBN 978-3-7408-1400-7
- Unmöglichkeiten sind die schönsten Möglichkeiten. Die Sprachbilderwelt des Nikolaus Harnoncourt, Musik-Sachbuch, erweiterte Neuauflage 2024, ISBN 978-3701717941.
- Alles gut, am Ende, Roman. Verlag Bibliothek der Provinz, 2024, ISBN 978-3-99126-264-0

## Mitgliedschaften
- Österreichischer PEN-Club
- Literaturkreis Podium
- IG Autorinnen Autoren
- Österreichischer Schriftstellerverband
- Österreichische Franz Kafka Gesellschaft

## Würdigung
- 2002: Anerkennungspreis für Literatur des Landes Niederösterreich
- 2013/2014: Jubiläumsfonds-Stipendium der Literar-Mechana
- 2016: Werkstipendium Bundeskanzleramt (Kunst & Kultur)
- 2022: Silbernes Ehrenzeichen für Verdienste um das Bundesland Niederösterreich
- 2024: Buchprämie Bundesministerium für Kunst, Kultur, öffentlichen Dienst und Sport
- 2025: Sachbuchstipendium der Literar-Mechana